# Lily Blatherwick
Lily Blatherwick (1854 - 26 novembre 1934) est une peintre anglaise.

## Biographie

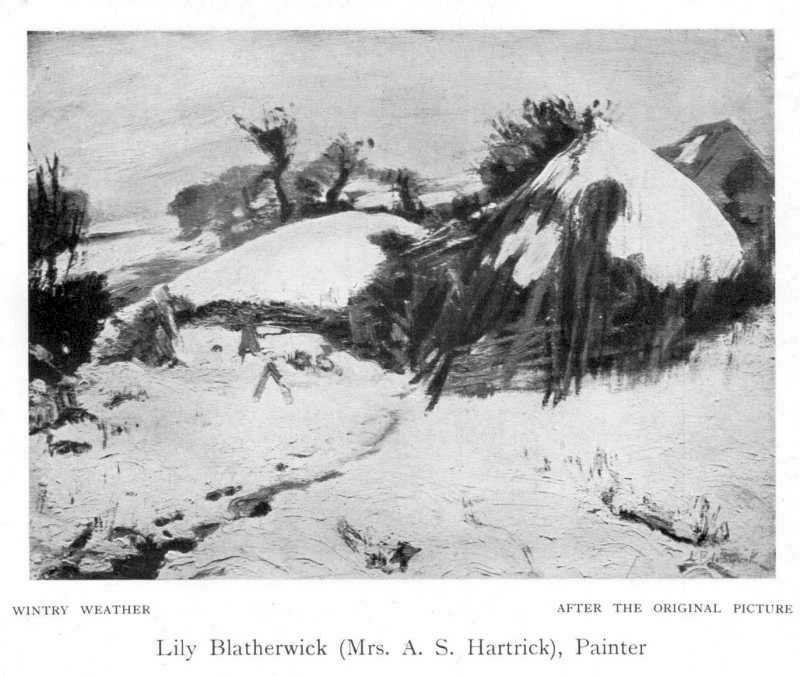
Wintry Weather, 1905

Lily Blatherwick est née à Richmond upon Thames et exposa ses œuvres à partir de 1877 à la Royal Academy. Son père, Charles Blatherwick, était un médecin et un vif amateur aquarelliste qui avait été impliqué dans la création de la Royal Scottish Society of Painters in Watercolour.
Lily Blatherwick a été marié à l'artiste Archibald Standish Hartrick (en), qui était le fils de la seconde épouse de son père, issu de son premier mariage. Le couple a vécu à Tresham dans le Gloustershire pendant dix ans. Là-bas, ils ont redécoré la petite église du village, tout en poursuivant leur carrière artistique. Ils ont tous deux présenté leurs œuvres à la Continental Galerie en 1901. Sa peinture Wintry Weather (Temps Hivernal) a été incluse dans le livre Women Painters of the World de 1905.
Blatherwick est morte à Londres, mais fut enterrée dans le cimetière de l'église de Tresham en 1934.